# Samuel Berger
Samuel "Sam" Berger (Chicago, Illinois, 25 de diciembre de 1884-San Francisco, California, 23 de febrero de 1925) fue un boxeador estadounidense. Obtuvo una medalla de oro en la categoría de peso pesado durante los Juegos Olímpicos de San Luis 1904. Actuó como promotor y mánager del peso pesado Jim Jeffries en las dos primeras décadas del siglo XX. Con una altura de 1.87 m y 200 lb de peso, tenía un futuro promisorio para un título profesional, pero críticos de la época le achacaban su falta de agresividad. A este nivel ostentó una marca de tres victorias y una derrota. Su más notable pelea fue ante Philadelphia Jack O'Brien  que terminó sin decisión después de seis asaltos en la categoría de peso mediopesado.

## Primeros años y carrera como aficionado
Berger nació en Chicago, Illinois, el 25 de diciembre de 1884, en el seno de una familia judía de ascendencia polaca. Su padre, Reuben, era comerciante de puros. Berger ingresó en el Olympic Club de San Francisco cuando tenía 16 años y también fue miembro del South End Rowing Club. En 1901 se hizo con el campeonato amateur de peso medio de la Costa del Pacífico con sólo diecisiete años, y al año siguiente ganó el campeonato amateur de peso pesado. Berger disputó cuarenta combates amateur, la mayoría de ellos ganados por KO.

### Obtención de la primera medalla de oro de los pesos pesados en boxeo, Feria Mundial de San Luis, 1904
Ganó la primera medalla de oro en boxeo en los Juegos Olímpicos de verano de 1904, ya que el boxeo de pesos pesados no había aparecido antes en las Olimpiadas. Berger derrotó a William Michaels en las semifinales de los Juegos Olímpicos de San Luis y a Charles Mayer, campeón de los pesos medios, en la final para hacerse con la medalla de oro olímpica. Con sólo once países en liza, la competición olímpica no era tan competitiva como en la actualidad, y se desarrolló en gran medida como entretenimiento para la Feria Mundial de San Luis.